# Anfiteatro Martin Fierro de Tandil
El anfiteatro Martín Fierro de Tandil es un lugar destinado a eventos culturales ubicado en la ciudad de Tandil en las Calles Juldain y Av Dorrego. Tiene una capacidad para 5.000 personas.

## Inauguración
Fue inaugurado en 1964 por el intendente Jose Emilio Lunghi, que por entonces planeaba aprovechar condiciones naturales que permitía el sonido y la visión se destacase por ser favorables. 

## La redención
Desde 1964 en todas las semanas santas se representa la vida pública, pasión y muerte del Señor Jesucristo. Espectáculo denominado Estampas de la redención. Participan más de doscientas personas con imágenes, sonido, iluminación y escenografía.